# 1895 na Venezuela
Esta é uma cronologia dos principais fatos ocorridos no ano de 1895 na Venezuela.

## Eventos

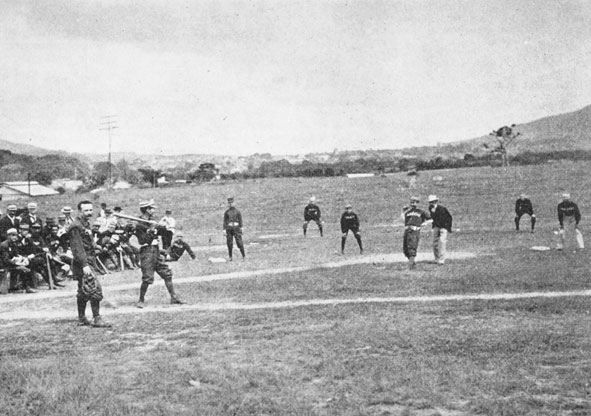
23 de maio: Primeira partida de beisebol na Venezuela.

- 23 de maio – Às 15:30, duas divisões das Caracas BBC, os "vermelhos" e os "azuis", protagonizaram num campo aberto em frente à antiga estação ferroviária de Quebrada Honda a primeira partida de beisebol na Venezuela. Os "azuis", comandados por Amenodoro Franklin, venceram o jogo por 28 a 19.

## Arte
- La muerte de Sucre en Berruecos, Retrato del Mariscal Antonio José de Sucre, El Libertador en traje de campaña, María Ibarra de Matos e Manuel Antonio Matos, de Arturo Michelena.

## Livros
- Pasiones, de José Gil Fortoul.

## Personalidades

### Nascimentos
- 21 de abril – Carlos Meyer Baldó (m. 1933), militar, ás da aviação durante a Primeira Guerra Mundial.[1]
- 20 de maio – Enrique Bernardo Núñez (m. 1964), escritor e cronista das Caracas.
- 19 de junho – Marco Antonio Rivera Useche (m. 1990), músico e compositor.
- 7 de setembro – Ramón Armando Rodríguez (m. 1959), escritor e jornalista.
- 14 de outubro – Heberto Cuenca (m. 1938), professor, cientista e médico.
- 21 de outubro – Salvador Montes de Oca (m. 1944), padre, bispo de Valencia que foi executado pelos nazistas na Itália.

### Mortes
- 3 de agosto – León Colina (n. 1829), político e militar.[2]